# Quintette Confluences
Le Quintette Confluences est un ensemble à vent français fondé à Lyon en 1999 par cinq musiciens du Conservatoire national supérieur de musique de Lyon. Il remporte en 2001 le troisième Prix d'interprétation du Concours international de quintette à vent Henri-Tomasi.
Formés dans les classes de musique de chambre de David Walter, Michel Moraguès, Jean-Louis Capezzali, Sergio Menozzi et Joël Nicod au Conservatoire national supérieur de musique de Paris et au Conservatoire national supérieur de musique de Lyon, les membres du Quintette Confluences sont à la fondation Florence Moulin-Hechler à la flûte, Aurélien Pouzet au hautbois, remplacé par Lætitia NGuyen, Taeko Yokomichi-Koch à la clarinette, Gaëlle Claudin au cor, remplacé par Frédéric Hechler et Augustin Humeau au basson, remplacé par Henri Roman.
L'ensemble se produit dans les manifestations telles que Musicora (2004), le festival Saoû chante Mozart, la quatrième biennale internationale de quintette à vent à Saint-Martin-de-Crau ou les rencontres musicales de Mittelbergheim avec un répertoire varié dans les genres et les formes présentés.